# Хьюстон Тексанс
«Хью́стон Те́ксанс» (англ. Houston Texans) — профессиональный клуб по американскому футболу, выступающий в Национальной футбольной лиге. Являются членами Южного дивизиона Американской футбольной конференции (АФК) Национальной футбольной лиги (НФЛ). Команда была основана в 2002 году. Домашний стадион команды — «NRG-стэдиум».

## История

### Возвращение в НФЛ (1997—2001)
В июне 1997 года Боб МакНэр и Чарльз Уотсон не смогли убедить НФЛ принять команду из Хьюстона из-за отсутствия подходящей арены.
Две недели спустя город впервые с 1959 года оказался без профессионального футбола, когда владелец «Хьюстон Ойлерз» Бад Адамс получил окончательное разрешение на перевод своей команды в Теннесси. Иск от города Хьюстона, округа Харрис и других сторона был урегулирован, и Адамс заплатил миллионы долларов за отъезд из города. МакНэр основал Houston NFL Holdings, главой которой стал работавший с ним над приходом НХЛ в Хьюстон Стив Паттерсон.
В октябре 1997 года комитет стадионов НФЛ доложил комиссару Полу Таглиабью о нынешней привлекательности Кливленда (потерял родную команду в 1995 году), Лос-Анджелеса (второй по величине медиа-рынок Северной Америки, две его родных команды играли в Сан-Диего и Сент-Луисе) и Хьюстона (четвёртый по величине рынок). Комиссар пообещал, что следующая команда расширения лиги будет играть в одном из этих городов. Два дня спустя представители Houston Livestock Show and Rodeo объявили, что будут настаивать на строительстве стадиона под куполом в рамках попытки вернуть НФЛ.
В марте 1998 года НФЛ официально наградила Кливленд обещанным расширением франшизы, сделав его обновлённых «Браунс» 31-й командой. Комиссар допустил появление 32-й команды, которая будет находиться в Торонто (первая франшиза НФЛ за пределами США и пятый по величине рынок в Северной Америке), Лос-Анджелесе или Хьюстоне. Чиновники Хьюстона боялись победы Лос-Анджелеса, благо в начале мая тамошний предприниматель в сфере развлечений Майкл Отиц объявил о планах построить за 750 млн долл. стадион в Карсоне.
В конце октября 1998 года Тальябу объявил, что владельцы НФЛ действительно расширят лигу до 32 команд и решит к апрелю 1999 года, какой город получит франшизу расширения НФЛ. В то же время в Лос-Анджелесе застройщик Эд Роски предложил принять его команду, для которой он готов построить стадион на 68 тыс. мест внутри исторического здания Колизея.
16 марта 1999 года владельцы НФЛ 29 против 2 одобрили резолюцию о присуждении Лос-Анджелесу 32-й франшизы расширения. При этом к 15 сентября город должен собрать приемлемую команду владельцев клуба и предложить сделку по стадиону, в противном случае комитет передавал свою рекомендацию Хьюстону. Через месяц руководители НФЛ вылетели в Лос-Анджелес, итоги визита были неутешительны: конкурирующие группы не были готовы объединяться, власти города запретил использовать средства из налогов для строительства нового стадиона, заявки по стадиону уступали предложению Хьюстона. В ходе ответного визита Роски и Овица в конце мая подтвердил не способность Лос-Анджелеса принять команду НФЛ.
9 сентября 1999 года комитет по расширению лиги указал, что МакНэри другие официальные представители Хьюстона должны быть готовы присутствовать на встрече владельцев НФЛ 6 октября в Атланте. Хотя лига по-прежнему будет принимать предложение от любой из конкурирующих групп Лос-Анджелеса, теперь лига также рассмотрит предложение от Макнейра и Хьюстона.
В первую неделю октября Овиц объявил, что его группа готова предложить 540 млн долл. за франшизу НФЛ, но МакНэр повысил ставку до 700 млн долл. Утром 6 октября 1999 года владельцы команд НФЛ проголосовали 29 голосами «за» выбрали Хьюстон, который в 2004 году также получал Супербоул XXXVIII.
После этого началась работа над образом и направлением развития франшизы совместно с NFL Properties и представителями команды, к которым в качестве исполнительного вице-президента и генерального директора присоединился бывший гендиректор «Вашингтон Редскинз» Чарли Кассерли. За это время несколько названий команд были зарегистрированы для потенциального использования франшизой, включая «Аполлос», «Бобкэтс», «Челленджерс», «Колтс 45'», «Энерджи», "Хуррикейнс, «Роуджнекс», «Роуджрайдерс», «Роустэбоутс», «Стэллионс», «Стормкэтс», «Тексанс», «Тексианс», «Торос», «Уайлдкэтс», «Уайлдкэттерс» и «Врэнглерс». 9 марта 2000 года Хьюстон открыл Релиант Стэдиум на 69,5 тыс. мест, который стал первым стадионом НФЛ с раздвижной крышей.
6 сентября 2000 года во время празднования в центре города комиссар НФЛ Пол Тальябу и Боб МакНэр представили новый логотип команды, получившей название «Хьюстон Тексанс». 21 января 2001 года Дома Каперса стал первым главным тренером клуба, ранее он был координатором обороны «Джексонвилл Джагуарс» и главным тренером Каролины Пантерз.

### Эра Дома Каперса (2001—2005)
5 августа 2002 года перед 22 461 болельщиками на стадионе Фосетт в Зале славы профессионального футбола в Кантоне, штат Огайо «Хьюстон» сыграл свою первую игру против «Нью-Йорк Джайентс». Первым сезонным выступлением стала игра 8 сентября против «Даллас Ковбойз» на Reliant Stadium. Матч завершился победой «Тексанс» со счётом 19-10, сделав их второй командой расширения после «Миннесота Вайкинг» в 1961 году, начавшей свою дебютный сезон с победы. Хьюстонцы проиграли свои следующие пять матчей, прежде чем впервые выиграли на выезде у «Джексонвиля», в играх против которого буду продолжать добиваться успехов в ближайшие сезоны. Победами над «Джайентс» и «Питтсбургом» команда завершила свой дебютный сезон с результатом 4-12, а её игроки Гэри Уокер и Аарона Гленн в рекордном числе для команды расширения попали в Pro Bowl.
В течение следующих двух сезонов техасцы неуклонно прогрессировали. В 2003 году они впервые в истории НФЛ как команда расширения снова выиграли дебютный матч сезона, на этот раз одолев «Майами Долфинс». Сезон 2004 года был начат с трёх поражений, после чего победами над «Канзас-Сити Чифс» и «Окленд Рэйдерс» была заложена первая победная серия «Тексанс». К концу сезона команда подходила с результатом 7-8, и поражение от «Кливленд Браунс» (22-14) лишила их шансов на участие в плей-офф. В то же время ресивер второго года Андре Джонсон попал в Pro Bowl, а этот сезон вплоть до 2008 года был единственным, когда клуб не занимал последнее место в родном дивизионе. В этом году Тони Уилли и отдел по связям с общественностью команды были удостоены первой премии Пита Розелла, присуждаемой профессиональными футбольными журналистами США (англ. Pro Football Writers of America) (вторую премию они получат в 2007 году).

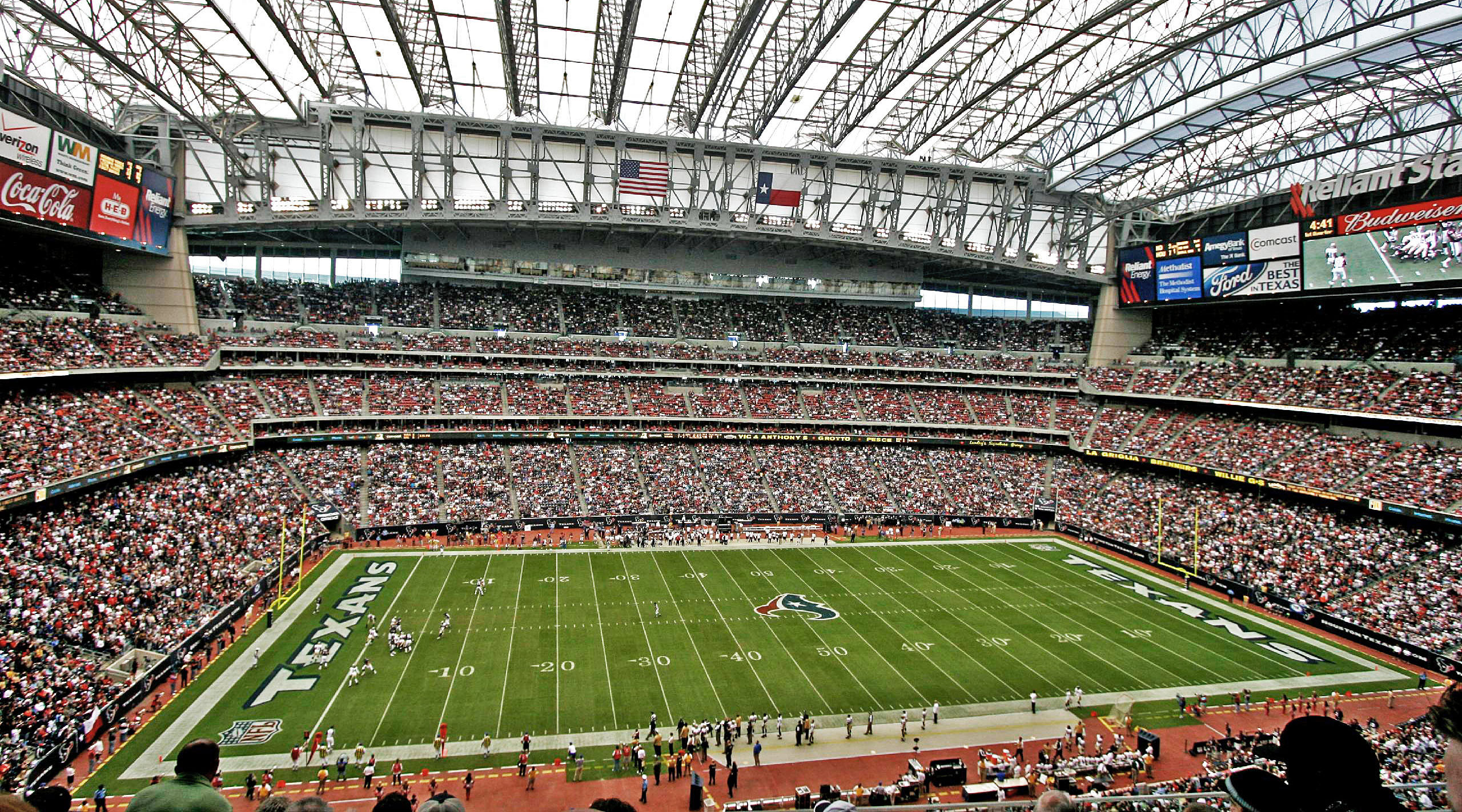
Reliant Stadium

Начатая с определёнными надеждами на выход в плей-офф первая половина сезона 2005 года обернулась для техасцев разгромными 0-6. После этого последовала победа над «Браунс» и новая серия из шести поражений, после чего начали появляться сомнения в тренерских качествах Кэперса и управленческих Чарли Кассерли и призывы уволить их обоих. В последней игре сезона «Тексанс» и «Сан-Франциско Форти Найнерс» сошлись в игре не только как прямые соперники, но и как кандидаты на титул худшей команды НФЛ. Обладатель этого звания имел право первого выбора на будущем драфте, из-за чего возникла теория заговора вокруг намеренного проигрышей «Хьюстоном» своих игр. Сам матч завершился победой калифорнийцев 20-17 и финишированием хьюстонцев самыми худшими с результатом 2-14. По итогу сезона кик ретурнер Джером Матис единственный из команды попал в Pro Bowl.
По окончании сезона техасцы уволили Дома Кейперса и большую часть его команды, генеральный менеджер Чарли Кассерли в конечном итоге ушел после драфта (его заменил Рик Смит). Новым главным тренером был выбран уроженец Хьюстона и координатор атак «Денвер Бронкос» Гэри Кубиак, с которым франшиза вступила в своё самое спорное межсезонье в истории. В то время как большинство национальных СМИ полагали, что с выбранным на будущем драфте Реджи Бушем команда не будет иметь проблем в будущем сезоне, многие в Хьюстоне считали необходимым выбрать уроженца Хьюстона и игрока Техасского университета Винса Янга. Накануне драфта «Хьюстон» неожиданно выбрал защитник университета Северной Каролины Марио Уильямса, чем вызвал негативную реакцию болельщиков и СМИ (посчитавших случившееся худшей ошибкой в истории драфта НФЛ). К концу сезона Реджи Буш с «Нью-Орлеан Сэйнтс» был на пути к чемпионству НФК, Янг выиграл награду «Лучший атакующий новичок года», а Уильямс отметился не лучшими результатами и наличием травм.

### Лихорадка квотербеков
За всю свою историю Хьюстон так и не смог найти квотербека, который смог бы вести команду за собой, в сезоны с 2002 по 2017 Техасцы сменили 15 стартовых квотербеков, однако лишь несколько из них могла похвастаться хоть какой-то положительной или не резко отрицательной статистикой (Дэвид Карр, Дешаун Уотсон, Мэтт Шауб). Самый известный провал на рынке квотербеков произошел перед сезоном 2016 года, когда Хьюстон подписал Брока Освайлера за 72 миллиона долларов, однако он показал ужасающую игру, и Тексанс смогли его продать в Кливленд с контрактом за первый пик драфта-2018. В данный момент стартовым квотербеком команды является Дешаун Уотсон. Выбранный на драфте-2017 игрок смог за два полноценных сезона (первый был частично пропущен из-за травмы) дважды попасть в пробоул. Также, Уотсон дважды попадал в Топ-100 игроков по версии НФЛ.

### Эра Гэри Кьюбака (2006—2013)

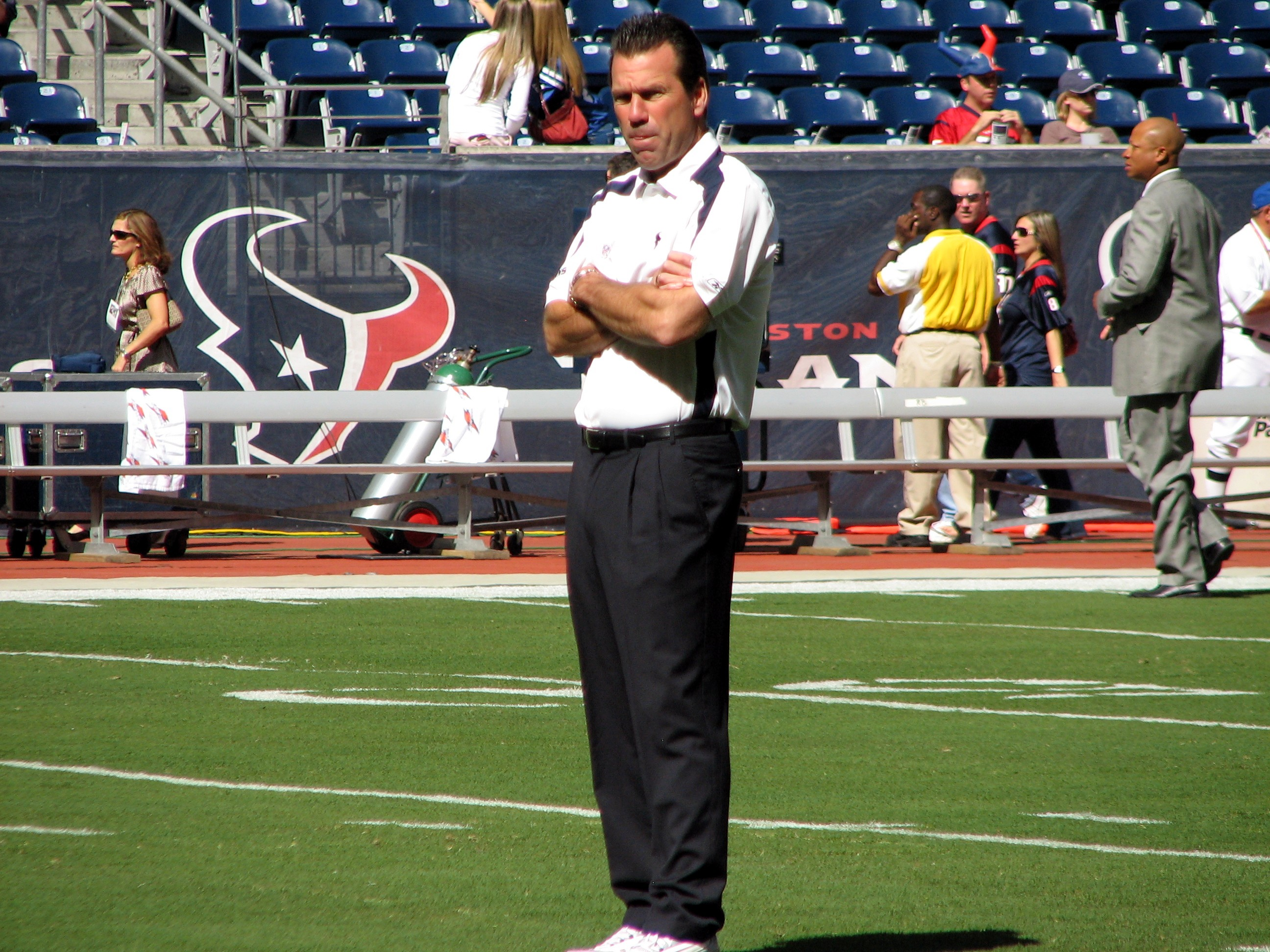
Гэри Кьюбак во время игры с «Индианаполисом», 05.10.2008

Дебютный сезон Кьюбака команда завершила с результатом 6-10 (второй по качеству в тогдашней истории команды) и четвёртым местом в дивизионе/ Дэвид Карр завершил сезон с рекордным в карьере процентом прохождения 68,9 % и установил рекорд НФЛ, а Л. Б. ДеМеко Райанс был признан «Лучшим новичком-защитником НФЛ».
В межсезонье техасцы выкупили у «Атланта Фэлконз» квотербека Мэтта Шауба, который в итоге заменил ушедшего в «Каролина Пантерз» Дэвида Карра. На драфте команды выбрала Амоби Окойе, ставшего самым юным выбранным игроком в истории НФЛ.
Начале сезона 2007 года двумя победами в настоящем и двумя в предыдущем сезоне была установлена новая рекордная серия клуба, но в дальнейшем на игру команды повлияли многочисленные травмы игроков. Несмотря на это данный сезон с итоговым результатом 8-8 стал одним из лучших в истории франшизы, были установлены нескольких командных и индивидуальных рекордов, а Андре Джонсон, Марио Уильямс и Оуэн Дэниелс попали в Pro Bowl. В ходе драфта 2008 года команда приобрела одного из лучших атакующих игроков — Стива Слейтона.
Техасцы открыли сезон 2008 года поражениями от Питтсбург Стилерз (38-17) и Теннесси Тайтенс (31-12). Из-за урагана Айк их матч против Балтимора был перенесен, а последующие три игры техасцы были вынуждены провести в гостях. После поражений в напряжённых матчах от Джексонвилля и Индианаполиса, техасцы одержали свою первую победу в сезоне над «Майами Долфинс». Затем были обыграны Детройт Лайонс (28-21) и Цинциннати Бенгалс (35-6, самая большая разница в очках в истории «Тексанс»), затем последовала ставшая рекордной для франшизы серия из 4 побед (Кливленд Браунс, Джексонвилл, Грин-Бей Пэкерс и Теннесси). После разочаровывающего поражения от Окленд Рэйдерс на 16-й неделе техасцы завершили сезон победой со счетом над Чикаго Беарз (31-24), лишив их потенциального выхода в плей-офф. Сезон с результатом 8-8 стал рекордным по победам, на Pro Bowl команду представляли Андре Джонсон, Марио Уильямс и Оуэн Дэниэлс.
В 2009 году результаты техасцев продолжали улучшаться. Несмотря на поражение в первом матче против «Нью-Йорк Джетс», по итогу первой половины сезона команда имела результат 5–3. Однако во второй половине  сезона результаты ухудшились, и с итоговыми 9-7 хьюстонцы имели слабые надежды на шанс впервые в своей истории выйти в плей-офф: такой же результат в АФК имели "Джетс" и "Балтимор", имевшие преимущество из-за более лучших результатов в играх конференции (7–5 против хьюстонских 6–6). После сезона 2009 года техасцы продлили контракт с главным тренером до сезона 2012 года. 
Сезон 2010 года был начат победой над "Индианаполисом" (34–24) и "Вашингтоном" (30-27), но в итоге он был завершён с неутешительными результатами 6-10. 3 января 2011 года было объявлено, что Кьюбак останется главным тренером, но одновременно были уволены координатор защиты Фрэнк Буш и трое помощников главного тренера по защите. 5 января бывший главный тренер Даллас Ковбойс Уэйд Филлипс был нанят в качестве координатора защиты.

## Идентичность

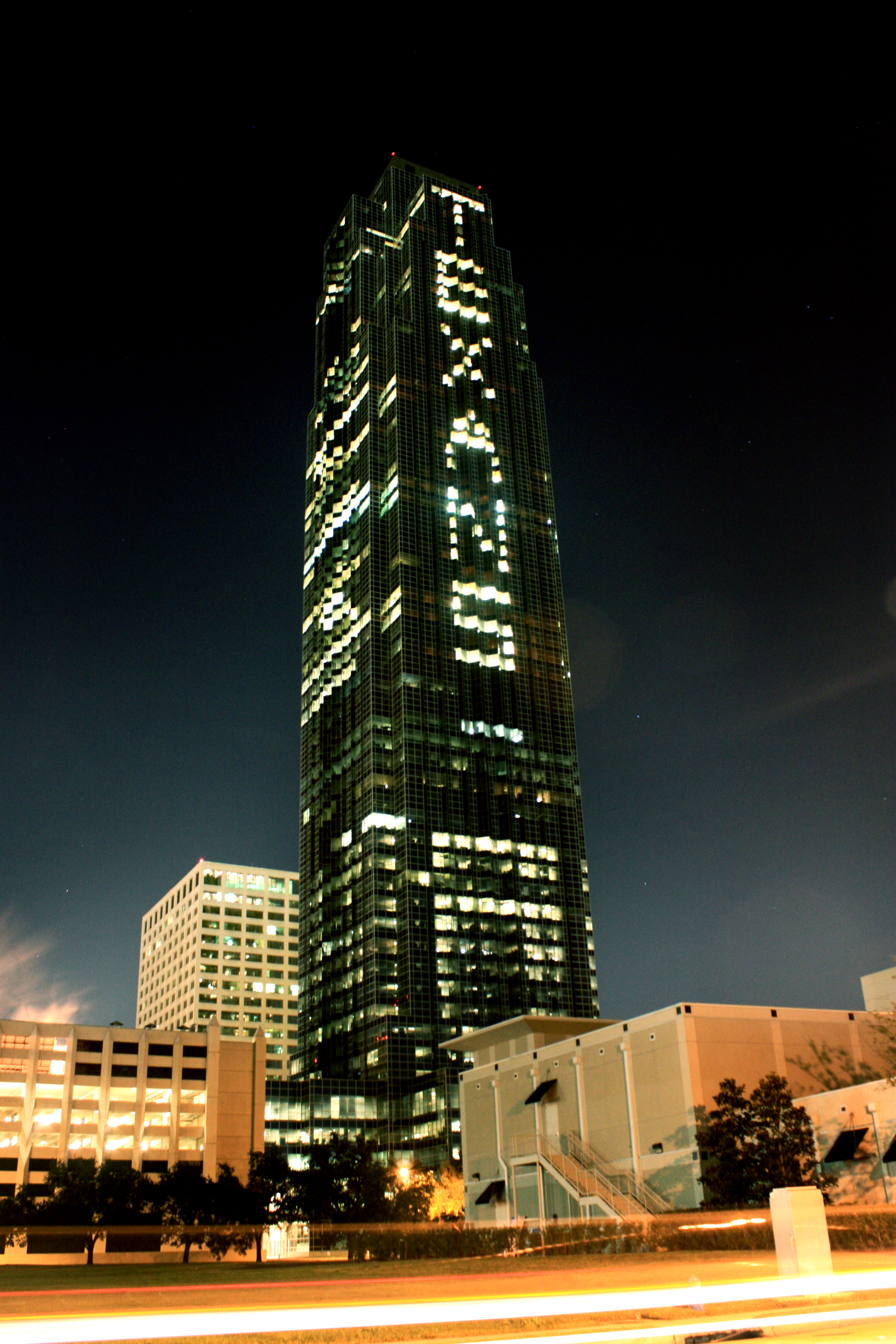
The Уильямс-Тауер, из света в офисах которого отображается слово «TEXANS».

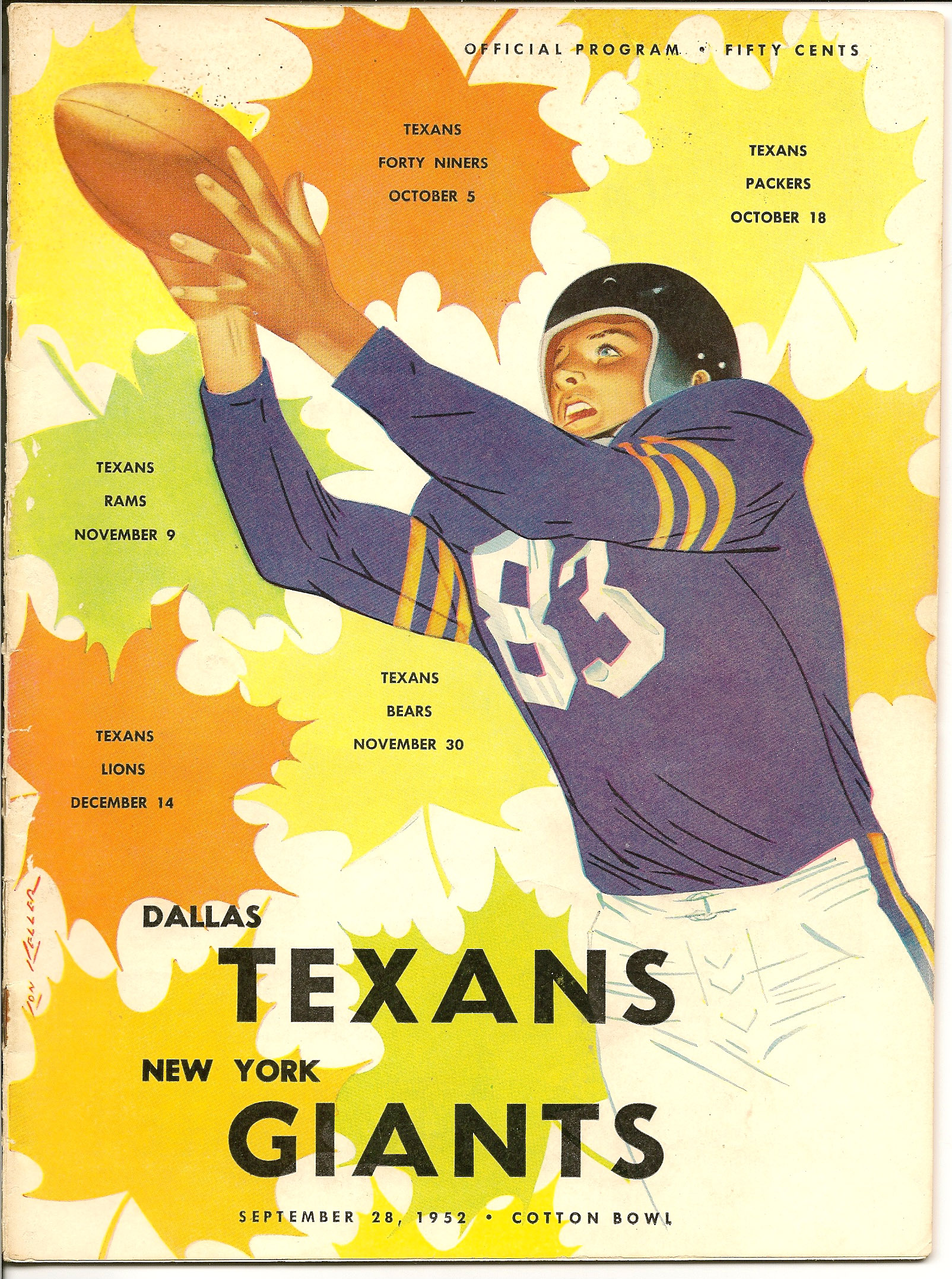
Название «Тексанс» ранее использовали две команды из Далласа (НФЛ: 1952; АФЛ: 1960—1962)

### Прозвище
2 марта 2000 года Houston NFL 2002 сообщило о том, что из 17 первоначальных вариантов названия («Аполлос», «Бобкэтс», «Челленджерс», «Колтс 45'», «Энерджи», "Хуррикейнс, «Роуджнекс», «Роуджрайдерс», «Роустэбоутс», «Стэллионс», «Стормкэтс», «Тексанс», «Тексианс», «Торос», «Уайлдкэтс»,"Уайлдкэттерс" и «Врэнглерс») остались «Аполлос», «Бобкэтс», «Стэллионс», «Тексанс» и «Уайлдкэттерс».). Итоговый список был сформирован после совместной работы в течение нескольких месяцев Houston NFL 2002 и NFL Properties, за 7 дней в онлайн-голосовании приняло участие более 65 тысяч человек.
6 сентября 2000 года во время празднования в центре города комиссар НФЛ Пол Тальябу и Боб МакНэр представили новый логотип команды, получившей название «Хьюстон Тексанс». (сам владелец клубы был не против названия «Стэллионс», но изображение лошадей активно использовали «Денвер Бронкос», «Индианаполис Кольтс» и «Сан-Диего Чарджерс»). Как объяснял МакНэр, название и логотип клуба «олицетворяют гордость, силу, независимость и достижения, которые делают жителей Хьюстона и нашего региона особенными». Название «Тексанс» ранее использовала франшиза в Сан_антони Канадской футбольной лиги, франшиза из Хьюстона (Всемирная футбольная лига), переехавшая в Луизиану и ныне известная как «Шривпорт Стимер» и предшественник нынешней команды НФЛ «Канзас-Сити Чифс» «Даллас Тексанс» из АФЛ (Боб МакНэр получил разрешение владельца канзасской команды Ламара Ханта на использование слова «тексанс»).

### Логотипы и форма
Наряду с названием команды также был представлен логотип: абстрактное изображение головы быка, чья форма напоминает флаг и очертания штата Техас; одинокая звезда обозначает глаз, а пять точек — гордость, отвагу, силу, традиции и независимость. МакНэр охарактеризовал цвета как «Deep Steel Blue», «Battle Red» и «Liberty White». Год спустя игроки представили свою форму во время акции в центре города.
Шлем «техасцев» темно-синего цвета с логотипом быка, и первоначально носил белый цвет. Дизайн униформы состоит из красной каймы и темно-синей или белой джерси. Команда обычно носит белые брюки с синими джерси и синие брюки с белыми джерси. В 2003 году возникла альтернативная форма — красная джерси с синей отделкой, которую команда носит ежегодно на одной домашней игре против соперника в родном дивизионе. Начиная с сезона 2006 года в свою первую игру «тексанс» одевались полностью в белый цвет, а в домашних играх против «Индианаполис Колтс» — использовали полностью синюю форму. В 2003 году впервые представили вариант формы полностью красного цвета, которая не получив одобрения в итоге была снята. В октябре 2008 года техасцы сочетали синие носки (вместо традиционных красных) с синими брюками и белыми майками. В 2016 году в матче против «Джексонвилл Джагуарс» была представлена новая комбинация униформы — красная джерси с синими брюками и красными носками. В 2017 году техасцы носили темно-синюю форму.
В 2002 и 2012 году игроки носили памятную нашивку в честь своего 1-го и 10-го сезона в НФЛ. С 2018 по 2019 год техасцы носили памятную нашивку в честь покойного Боба МакНэра.

### Маскоты и чирлидерши
Официальным маскотом команды является голубой бык Торо. Чирлидерская команда известная под названием «Чирлидержи Хьюстон Тексанс».

## Известные игроки
- Джонсон, Андрэ
- Уотт, Джей Джей
- Хопкинс, ДеАндре
- Уотсон, Дешаун
- Фуллер, Уилл
- Клауни, Джадивеон
- Мерсилиус, Уитни
- Блю, Альфред